# 風間千代子
風間 千代子（かざま ちよこ、1947年9月2日 - ）は、日本の元女優。神奈川県横浜市出身。本名は風間 千代。
主に1970年代の東映作品に多数出演した。
かつてオスカープロモーションに所属していた。

## 人物
当時公表していたサイズは身長163cm、B84cm、W58cm、H88cm（1973年当時）。
祖父がスペイン人で、本人はクォーター。
JAF公認国内A級ライセンスを持っている。オートバイ歴も、1975年の時点で10年。ダーツも当時のウーマンズリーグで好成績を収めるほどの活躍だった。
その他、特技は麻雀（GORO 1974年7月25日号では、本人も登場する『麻雀道場』の企画が組まれた）、趣味はスキューバダイビング、ゴルフ、アンティーク収集、油絵。
ディーン・マーティン、フランク・シナトラ、カーメン・マクレエの洋楽を好む。

## 出演作品

### 映画
※すべて東映配給作品
- 夜のならず者（1972年） - 黒江
- 女番長シリーズ
  - 女番長ブルース 牝蜂の挑戦（1972年） - ユリ
  - 女番長（1973年） - 律子
- 前科おんな 殺し節（1973年） - 木村夏子
- 激突! 殺人拳（1974年） - 楊紀春
- 青い性（1975年） - 八代香
- 脱走遊戯（1976年） - 関口順子
- 秘密戦隊ゴレンジャー 爆弾ハリケーン（1976年） - 謎の美女（黒十字軍総統の変装）

### テレビドラマ
- キイハンター 第214話「SOS 殺し屋の女王陛下」（1972年、TBS / 東映）
- アイフル大作戦 第17話「美女の顔紛失事件」（1973年、TBS / 東映）
- プレイガールQ 第3話「燃えよ! 女番長」（1974年） - 風見千代（1974年、12ch / 東映）
- 特別機動捜査隊（1975年、NET / 東映）
  - 第691話「三船刑事死す」 - 佐和
  - 第722話「ある恐怖の体験」 - かずみ
- バーディー大作戦 第44話「殺人パニック捜査官」（1975年、TBS / 東映） - ヨーコ
- 非情のライセンス 第2シリーズ 第33話「兇悪の街角」（1975年、NET / 東映） - 道子
- ザ★ゴリラ7 第1話「武装強盗団」（1975年、NET / 東映）
- Gメン'75 第15話「密輸死体」（1975年、TBS / 東映） - 由美子（あけみ）
- 新宿警察 第14話「再会」（1975年、CX / 東映）
- 夜明けの刑事 第81話「横須賀ストーリー殺人事件」（1976年、TBS / 大映テレビ）

### テレビ番組
- ザ・ロンゲストショー（12ch） - アシスタント
- 11PM（1973年、NTV） - アシスタント

### CM
- ガンチア・ ヴェルモット・ロッソ（イタリアのワイン）[3]
- 昭和石油[5]
  - 他